# Lycosa barnesi
Lycosa barnesi là một loài nhện trong họ Lycosidae.
Loài này thuộc chi Lycosa. Lycosa barnesi được Frederick Henry Gravely miêu tả năm 1924.